# Pantaleón och soldatbordellen
Pantaleón och soldatbordellen (sp. Pantaleón y las visitadoras) är en roman av den peruanske författaren Mario Vargas Llosa.  Boken kom ut 1973 på spanska och 1975 i svensk översättning av Jan Sjögren. Vargas Llosa skrev denna bok samtidigt som han gjorde den första filmversionen av boken. 
Historien handlar om en grupp prostituerade, eufemistiskt kallade "besökarna", som är speciellt utvalda för att betjäna peruanska arméns förläggningar i djungeln. Den är baserad på verkliga händelser som författaren, enligt honom själv, kunde observera på sina resor i Amazonas under perioden 1958 till 1962.
För denna bok fick Vargas Llosa 1975 det Latinamerikanska litteraturpriset.

## Handling
Romanen berättar om en kapten i peruanska armén, Pantaleón Pantoja, som av sina överordnade mot sin vilja dras in i ett uppdrag för att tillfredsställa det sexuella behovet hos en grupp soldater stationerade i peruanska Amazonas. Pantoja väljs ut för detta uppdrag för att han är en exemplarisk militär, utan laster och utan barn.
Pantaleón slår ifrån sig uppdraget till en början därför att det går emot hans principer, men han ser sig tvingad att genomföra det. Han beslutar sig för att sanera området och basen som är i mycket dåligt skick, och han säger ingenting till sin hustru Francisca ("Pochita"), eftersom hans uppdrag är hemligt.
Servicen som Pantoja skall försöka igångsätta kallas ”Besöksservice för garnisoner, poster vid gränsen och närliggande” (Servicio de Visitadoras para Guarniciones, Puestos de Frontera y Afines, SVGPFA), och består i att transportera prostituerade (”besökare”) till förläggningarna i Iquitos, där de först skall tillmötesgå soldaterna för att sedan röra sig mot högre grader (tjänster som kallas ”prestationer”), och allt är hemligt. Bland dessa prostituerade finns det en kvinna som är mycket förförisk, Olga Arellano (med smeknamnet "La Brasileña" [sv. ”Brasilianskan”]), vilken närmar sig Pantaleón och slutligen får honom att vara otrogen mot hustrun Francisca.
| ”                    | Pantaleón är en man som går under för styrkan i sina principer | „ |
| – Mario Vargas Llosa |                                                                |   |

Sedan mördas Brasilianskan av en grupp rasande infödingar. Pantaleón kommer till begravningen iklädd sin militäruniform (och tillkännager typen av service och avslöjar hemligheten som han är bunden till) med avsikten att höja moralen hos arbetarna. För detta får SVGPFA ta emot en serie intern och extern kritik från armén, i sån grad att Pantaleón ser sig tvingad att stänga servicen under påtryckningarna från sina överordnade. Denna komplicerade situation får honom att tro att hans militära karriär har nått sitt slut, men hans överordnade ger honom en sista möjlighet och de skickar honom långt bort, till Titicacasjön (i peruanska Anderna), där han tar befälet över en garnison som är placerad där.

## Filmversioner

### 1975
Den första filmversionen av Pantaleón y las visitadoras filmades i Dominikanska republiken (efter att peruanska regeringen lagt restriktioner för filmningen i Peru) 1975, och regisserades av José María Gutiérrez Santos och Mario Vargas Llosa själv, som dessutom hade en liten obetydlig roll som militär.
Filmen hade inte någon stor framgång, och dessutom stoppades den av det militära styret i Peru. När sedan demokrati åter hade införts, hade filmen premiär den 26 november 1981, fast en scen hade censurerats där en präst framträder och bestraffar en av besökerskorna för hennes handlingar.

### 1999
Den andra filmningen av Pantaleón y las visitadoras gjordes i Peru 1999 av Francisco J. Lombardi, som redan hade satt upp en film för en annan bok av Vargas Llosa, La ciudad y los perros (”Staden och hundarna”). I denna deltog skådespelare som peruanen Salvador del Solar (som Pantaleón Pantoja) och colombianskan Angie Cepeda (i rollen som Olga Arellano, med (i denna film) smeknamnet la Colombiana).

## Teaterversionen
Den colombianske film- och teaterdirektören Jorge Alí Triana och hans dotter Verónica Triana gjorde en teateruppsättning av Pantaleón y las visitadoras, som hade världspremiär under 2009 på den spanska teatern Repertorio Español i  New York, med musik av colombianen  Andrés Cabas och en multinationell uppsättning.